# オール・バイ・マイセルフ
「オール・バイ・マイセルフ」（英: All by Myself=独り）は、1975年にエリック・カルメンが発表した、パワーバラード。

## 概要
最後のリフレインの前の置かれる序奏部分バースはセルゲイ・ラフマニノフのピアノ協奏曲第2番ハ短調 作品18第二楽章（アダージョ・ソステヌート）を基礎に作られている。またコーラスの部分は、カルメン自身が加入していたバンド「ラズベリーズ」のために1973年に書き下ろした曲「レッツ・プリテンド」から取られている。中間部スライドギターのソロはヒュー・マクラッケンによる演奏。
1976年Billboard Hot 100最高位２位。（1976年3月6日付～3月20日付の3週間、同時期にTop10入りしていたのはミラクルズの「ラブ・マシーン」、エアロスミスの「ドリーム・オン」等）
日本では1991年から1992年まで「トヨタ・ソアラ」、2003年から2004年まで「ダイハツ・コペン」のCMソングに使用された。
セリーヌ・ディオンやフランク・シナトラ、イグデスマン&ジョーなどによってカヴァーされている。

## 主要なカバー
| 年   | アーティスト／グループ                                   | 備考 |
| ---- | -------------------------------------------------------- | --- |
| 1976 | フランク・シナトラ                                       | アルバム『Live Unreleased』 |
| 1977 | ハンク・ウィリアムス・ジュニア                           | アルバム『One Night Stands』 |
| 1977 | カレル・ゴット                                           | ソビエトのチェコ占領に抗議して焼身自殺した ヤン・パラフを題材とした"My Brother Jan"として歌唱 2003年に"Mein letztes Lied"としてドイツ語のバージョンをリリースした。 |
| 1977 | ヴァレリア・リンチ                                       | スペイン語版である「Olvidame」がアルバム『Mujer』に収録された。 |
| 1980 | トム・ジョーンズ                                         | DVD『Tom Jones Live in Las Vegas』 |
| 1982 | シャーリー・バッシー                                     | アルバム『All by Myself』 |
| 1987 | ルイス・ミゲル                                           | アルバム『Soy Como Quiero Ser』 |
| 1989 | アーサー・キット                                         | アルバム『I'm Still Here』 ("All by Myself/Beautiful at Forty") |
| 1994 | マーガレット・アーリッチ                                 | アルバム『The Deepest Blue』 |
| 1994 | シェリル・クロウ                                         | シングル「Run Baby Run」 |
| 1994 | ジョニー・マエストロ・アンド・ザ・ブルックリン・ブリッジ | アルバム『Acappella』 |
| 1995 | ジュエル                                                 | 映画『クルーレス』。サウンドトラックとしては収録されなかった。 |
| 1995 | ベイブズ・イン・トイランド                               | アルバム『Nemesisters』 |
| 1995 | ヤン・ヴェルナー・ダニエルセン                           | アルバム『All By Myself』 |
| 1996 | セリーヌ・ディオン                                       | アルバム『FALLING INTO YOU』 |
| 1999 | Marcela Holanová                                         | アルバム『Zůstávám dál』 |
| 2001 | ジェイミー・オニール                                     | サウンドトラック『ブリジット・ジョーンズの日記』 |
| 2001 | マイケル・ボール                                         | アルバム『First Love』 |
| 2002 | リチャード・クレイダーマン                               | アルバム『All by Myself』（インストゥルメンタル） |
| 2003 | エリカ・アルコセール・ルナ                               | アルバム『La Academia 2. Vol. 11: La Gran Final』 |
| 2003 | ジウリア・オットネッロ                                   | アルバム『Amici - I Ragazzi del 2003』 |
| 2004 | 山本領平                                                 | シングル「Set Free」 |
| 2004 | マルコ・T                                                | アルバム『Marco T Lirico』(En Concierto- Colombia) |
| 2004 | エディ・マーフィ                                         | 映画『シュレック2』 |
| 2005 | ラトーヤ・ロンドン                                       | アルバム『Love & Life』 |
| 2005 | イル・ディーヴォ                                         | アルバム『Ancora』 |
| 2005 | アミーチ・フォーエヴァー                                 | アルバム『Defined』 |
| 2005 | ミリアム・アベル                                         | Nouvelle Star (French Pop Idol) |
| 2006 | レオナ・ルイス                                           | テレビ番組『Xファクター』の最終回にて歌唱し、優勝した。 |
| 2007 | ラズロ・ベイン                                           | アルバム『Guilty Pleasures』 |
| 2007 | リカード・ウモンタナー                                   | アルバム『Las Mejores Canciones de Mundo』 |
| 2007 | ジョン・バロウマン                                       | アルバム『Another Side』 |
| 2008 | ザ・レスキューズ                                         | 映画『スーパーヒーロー ムービー!! -最'笑'超人列伝-』(原題：Superhero Movie)                                                                                         |
| 2008 | オンリー・メン・アラウド                                 | アルバム『Only Men Aloud!』 |
| 2009 | ジェイマ・メイズ                                         | テレビ番組『glee/グリー』 |
| 2009 | Lucie Bílá                                               | テレビ番組『Miss Czech Republic』 |
| 2009 | モニカ・アプソロノワ                                     | Zůstávám dál |
| 2010 | ヘレン・フッシャー                                       | ツアー「So wie ich bin」／アルバム『Live - So wie ich bin』 |
| 2010 | サリー・チャットフィールド                               | The X Factor Australia runner-up Sally Chatfield performed the song on the week 6 Blockbuster Hits theme night                                                      |
| 2010 | ニコーラ・セッダ                                         | アルバム『No Compromise (CDS)』 |
| 2011 | ピア・トスカーノ                                         | テレビ番組『アメリカン・アイドル (シーズン10)』 |
| 2011 | シャリース・ペンペンコ                                   | テレビ番組『glee/グリー』 |
| 2011 | Nur Syafinaz Jebat                                       | テレビ番組『Akademi Fantasia (season 9)』 |
| 2011 | リース・マスティン                                       | ザ・エックス・ファクター・オーストラリア |
| 2011 | Roman Veremeychik                                        | ザ・エックス・ファクター (ウクライナ) |

## セリーヌ・ディオンのヴァージョン
「オール・バイ・マイセルフ」の比較的有名なカバーの一つは、1996年のセリーヌ・ディオンによるものであり、アルバム『FALLING INTO YOU』からの4枚目（国によっては3枚目）のシングルとなった。シングルはバハマのコンパス・ポイント・スタジオにおけるデイヴィッド・フォスターとジョン・フィールズのプロデュースのもと、ヨーロッパで1996年10月7日に、オーストラリアで1997年1月13日に、北米で1997年3月11日に発売。また、日本では1997年1月22日に発売された。
近年、カザフスタンの男性歌手 ディマシュ クダイベルゲン （ Dimash Kudaibergen/Димаш Құдайберген）がカバーし、評判を得ている。

### チャート・認定

#### 最高位
| チャート（1996年）                                         | 最高位 |
| ---------------------------------------------------------- | ------ |
| オーストリア・シングルチャート                             | 27     |
| ベルギー フランデレン地域圏・シングルチャート              | 14     |
| ベルギー ワロン地域圏・シングルチャート                    | 7      |
| オランダ・シングルチャート                                 | 35     |
| 全欧シングルチャート                                       | 15     |
| フランス・シングルチャート                                 | 5      |
| ドイツ・シングルチャート                                   | 55     |
| アイルランド・シングルチャート                             | 8      |
| ノルウェー・シングルチャート                               | 15     |
| スイス・シングルチャート                                   | 36     |
| 全英シングルチャート                                       | 6      |
| チャート（1997年）                                         | 最高位 |
| オーストラリア・シングルチャート                           | 38     |
| カナダ・BDSエアプレイチャート                              | 9      |
| カナダ・BDSアダルトコンテンポラリーチャート                | 1      |
| カナダ・RPMトップシングル                                  | 7      |
| カナダ・RPMアダルトコンテンポラリー                        | 1      |
| ニュージーランド・シングルチャート                         | 21     |
| アメリカ・ビルボードホット100                              | 4      |
| アメリカ・ビルボードホットアダルトコンテンポラリートラック | 1      |
| アメリカ・ビルボードホットアダルトトップ40トラック         | 12     |
| アメリカ・ビルボードホットラテンポップエアプレイ           | 1      |
| アメリカ・ビルボードホットラテントラック                   | 5      |
| アメリカ・ビルボードラテントロピカルエアプレイ             | 4      |
| アメリカ・ビルボードリズミックトップ40                     | 33     |
| アメリカ・ビルボードトップ40メインストリーム               | 7      |

#### 年間チャート
| 年間チャート（1997年）        | 順位 |
| ----------------------------- | ---- |
| アメリカ・ビルボードホット100 | 49   |

#### 認定
| 国       | 認定     |
| -------- | -------- |
| フランス | シルバー |
| イギリス | シルバー |
| アメリカ | ゴールド |